# اسماعیل داورفر
اسماعیل داورفر (۲۰ فروردین ۱۳۱۱ – ۱۴ اردیبهشت ۱۳۸۷) هنرپیشه قدیمی تئاتر، سینما و تلویزیون اهل ایران بود.

## زندگی

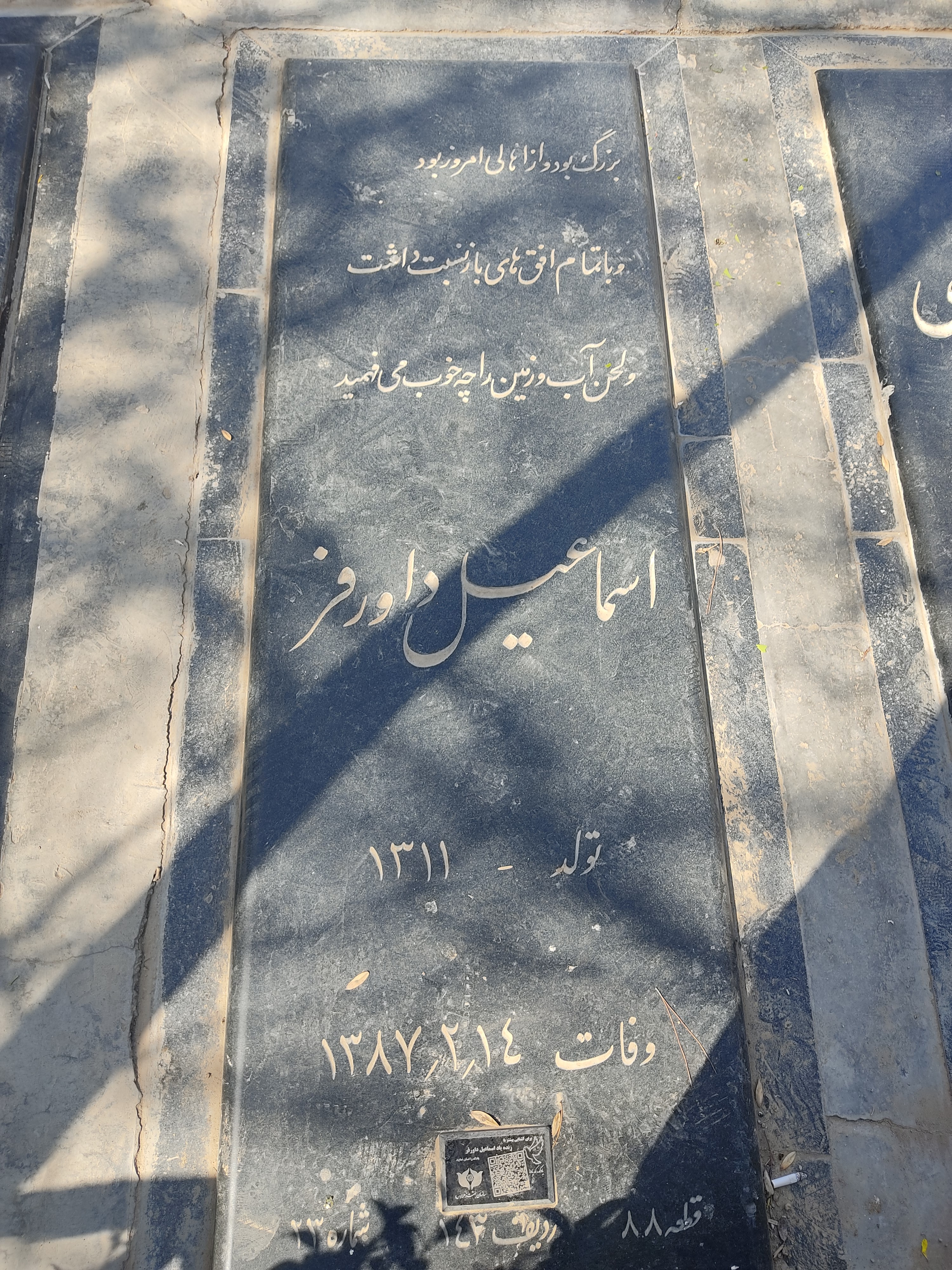
قبر اسماعیل داورفر در قطعه هنرمندان بهشت زهرا

اسماعیل داورفر دارای دیپلم هنرستان هنرپیشگی بود، هنرستانی که بازیگرانی بسیاری مانند نصرت کریمی، مصطفی اسکویی، عزت‌الله انتظامی، علی نصیریان و چندی دیگر را به دنیای نمایش و بازیگری معرفی کرده‌است. او همچنین از دانشکده هنرهای زیبای دانشگاه تهران مدرک لیسانس گرفت و دارای دیپلم مدرسه تئاتر کالیفرنیا و مدرسه الیزابت هالووی بود و مدرک معادل دکتری در رشته بازیگری را از وزارت ارشاد اسلامی گرفت.
وی از سال ۱۳۳۵ فعالیت‌های تئاتری خود را آغاز کرد. داورفر با فیلمِ آقای هالو ساختهٔ داریوش مهرجویی در سالِ ۱۳۴۹ وارد سینما شد و در فیلم‌هایی چون صادق کرده به کارگردانیِ ناصر تقوایی و سرایدار به کارگردانیِ خسرو هریتاش به ایفای نقش پرداخت. وی به خاطر ایفای نقش «دوستعلی خان» در سریال به یادماندنی دایی جان ناپلئون ساخته ناصر تقوایی بر اساس رمان ایرج پزشک‌زاد، همچنین سریال‌هایی چون باز مدرسم دیر شد در نقش پدر اکبر عبدی و آژانس دوستی در خاطرها مانده‌است.
او همبازی و هم دوره بازیگرانی چون علی نصیریان، عزت‌الله انتظامی، جمشید مشایخی، جعفر والی و محمدعلی کشاورز بوده‌است. از تئاترهای او می‌توان به بازرس، چشم‌اندازی از پل، سیاه زنگی دایره زنگی، مرد فرنگی، مرگ در پائیز، دشمنان و دست بالای دست اشاره کرد.
وی از عارضه سرطان پروستات رنج می‌برد و بر اساس گزارش‌ها، بر اثر سکته قلبی درگذشت.

## فیلم‌شناسی

### سینمایی
| سال  | نام              | سمت    | کارگردان       |
| ---- | ---------------- | ------ | -------------- |
| ۱۳۷۴ | تعطیلات تابستانی | بازیگر | فریدون حسن‌پور  |
| ۱۳۷۴ | تحفه هند         | بازیگر | محمدرضا زهتابی |
| ۱۳۷۳ | روزهای خوب زندگی | بازیگر | مهدی صباغ‌زاده  |
| ۱۳۷۳ | مهریه بی‌بی       | بازیگر | اصغر هاشمی     |
| ۱۳۷۲ | پادزهر           | بازیگر | بهرام کاظمی    |
| ۱۳۷۱ | عیالوار          | بازیگر | پرویز صبری     |
| ۱۳۷۰ | آقای بخشدار      | بازیگر | خسرو معصومی    |
| ۱۳۶۸ | زیر بام‌های شهر   | بازیگر | اصغر هاشمی     |
| ۱۳۶۸ | روز فرشته        | بازیگر | بهروز افخمی    |
| ۱۳۶۷ | افسون            | بازیگر | محمدرضا صفوی   |
| ۱۳۶۷ | لنگرگاه          | بازیگر | کیومرث پوراحمد |
| ۱۳۶۵ | وکیل اول         | بازیگر | جمشید حیدری    |
| ۱۳۶۳ | تاتوره           | بازیگر | کیومرث پوراحمد |
| ۱۳۵۵ | سرایدار          | بازیگر | خسرو هریتاش    |
| ۱۳۵۳ | غبارنشین ها      | بازیگر | داوود روستایی  |
| ۱۳۵۱ | صادق کرده        | بازیگر | ناصر تقوایی    |
| ۱۳۴۹ | آقای هالو        | بازیگر | داریوش مهرجویی |

### تلویزیونی
| سال       | نام                       | سمت          | کارگردان                | توضیحات |
| --------- | ------------------------- | ------------ | ----------------------- | --- |
| ۱۳۸۶      | تله‌فیلم «رز سرخ»          | بازیگر       | علیرضا رئیسی            | این فیلم در آغاز «قهرمان من» نام داشت و از شبکه ۲ پخش شد. |
| ۱۳۸۴      | تا غروب                   | بازیگر       | محمد بنایی              | شبکه ۲ |
| ۱۳۸۲–۱۳۸۳ | مسافر پردردسر             | بازیگر       | شاهرخ حمیدی‌مقدم         | تهیه شده برای سیمای کردی شبکه جهانی سحر |
| ۱۳۸۰      | تازه چه خبر همسایه؟       | بازیگر مهمان | بهروز بقایی امیر سمواتی | شبکه ۲ |
| ۱۳۷۸      | کاشانه                    | بازیگر       | قاسم جعفری              | شبکه ۳ |
| ۱۳۷۷      | مجتمع مسکونی فرخ و فرج    | بازیگر       | اصغر فرهادی             | در نوروز ۱۳۷۸ از شبکه ۲ پخش شد. |
| ۱۳۷۷      | پزشکان                    | بازیگر مهمان | مسعود کرامتی            | شبکه ۳ |
| ۱۳۷۵–۱۳۷۸ | آژانس دوستی               | بازیگر       | گروه کارگردانان         | شبکه ۱ |
| ۱۳۷۵      | ماجراهای خانه شماره ۱۳    | بازیگر       | اسماعیل میهن‌دوست        | در برنامه سیمای خانواده از شبکه ۱ پخش می‌شد. |
| ۱۳۷۴–۱۳۷۵ | وکلای جوان                | بازیگر مهمان | بهرام کاظمی             | |
| ۱۳۷۴–۱۳۷۵ | دزدان مادربزرگ            | بازیگر       | مهدی صباغ‌زاده           | شبکه ۱ |
| ۱۳۷۴      | داستان یک شهر             | بازیگر       | خسرو معصومی             | این مجموعه در ابتدا «خانه‌های شاد» نام داشت و از شبکه ۱ پخش می‌شد و نباید آن را با سریالی دیگر به همین نام به کارگردانی اصغر فرهادی (۱۳۷۸- شبکه تهران) اشتباه کرد. |
| ۱۳۷۴      | نابغه‌های قرن بیستم        | بازیگر       | حسین محب‌اهری            | شبکه ۳ |
| ۱۳۷۴      | تله‌تئاتر «سوء تفاهم»      | بازیگر       | حسن فتحی                | |
| ۱۳۷۲–۱۳۷۳ | باغ گیلاس                 | بازیگر       | مجید بهشتی              | شبکه ۱ |
| ۱۳۷۲      | روح‌الله                   | بازیگر       | محمدمهدی عسگرپور        | از برنامه کودک شبکه ۲ پخش می‌شد. |
| ۱۳۷۱      | روزهای تنهایی             | بازیگر       | ؟                       | از برنامه کودک شبکه ۲ پخش می‌شد. |
| ۱۳۷۰–۱۳۷۱ | تعطیلات نوروزی            | بازیگر       | خسرو ملکان              | در نوروز ۱۳۷۱ از شبکه ۱ پخش شد. |
| ۱۳۶۹      | پیک سحر                   | بازیگر       | خسرو ملکان              | شبکه ۱ |
| ۱۳۶۹      | آرایشگاه زیبا             | بازیگر مهمان | مرضیه برومند            | |
| ۱۳۶۸      | آقای خیالاتی (آقای دلار)  | بازیگر       | مجید بهشتی              | شبکه ۱ |
| ۱۳۶۶      | تله‌تئاتر «هوای تازه»      | بازیگر       | علاءالدین رحیمی         | |
| ۱۳۶۴–۱۳۶۵ | سایهٔ همسایه               | بازیگر       | اسماعیل خلج             | در نقش «آقای قوامی» |
| ۱۳۶۴      | پاییز صحرا                | بازیگر       | اسدالله نیک‌نژاد         | در نقش «درویش» - شبکه ۱ |
| ۱۳۶۳      | باز مدرسم دیر شد          | بازیگر       | حسین افصحی              | کارگردان تلویزیونی: «مهوش جزایری» |
| ۱۳۶۰      | مثل‌آباد                   | بازیگر       | رضا ژیان                | کارگردان تلویزیونی: «مسعود فروتن» |
| ۱۳۵۶      | خسرو میرزای دوم           | بازیگر       | نصرت کریمی              | |
| ۱۳۵۴      | دایی‌جان ناپلئون           | بازیگر       | ناصر تقوایی             | اولین بار در سال ۱۳۵۵ پخش شد. |
| ۱۳۵۴      | سلطان صاحبقران            | بازیگر       | علی حاتمی               | این سریال در ۱۳ قسمت و به صورت سیاه سفید، نخستین بار از «۱۵ آبان ۱۳۵۴» و بار دوم، از «۷ تیرماه ۱۳۵۶» پخش شد.                                                     |
| ۱۳۵۰–۱۳۵۲ | دلیران تنگستان            | بازیگر       | همایون شهنواز           | در نقش «حاج محمدرضا کازرونی» این سریال در چهارده قسمت و در طول دو سال ساخته شد و اولین بار در اسفند ۱۳۵۳ پخش گردید.                                              |
| ۱۳۴۴      | تله‌تئاتر «کلبه‌ای در جنگل» | بازیگر       | رکن‌الدین خسروی          | نویسنده: «روپرت بروک» |
| ۱۳۴۱      | تله‌تئاتر «اسب سفید»       | بازیگر       | رکن‌الدین خسروی          | |
| ۱۳۴۰      | تله‌تئاتر «مزرعه‌های سبز»   | بازیگر       | رکن‌الدین خسروی          | «جمشید مشایخی»، «فخری خوروش»، «فرزانه تأئیدی» و «محمدعلی کشاورز» هم در آن بازی کرده بودند.                                                                       |
| ۱۳۴۰      | تله‌تئاتر «جراح پلاستیک»   | بازیگر       | حمید سمندریان           | نویسنده: «پیر فراری» |
| ۱۳۴۰      | تله‌تئاتر «مادموازل می‌می»  | بازیگر       | عزت‌الله انتظامی         | مرداد ماه ۱۳۴۰ پخش شد. |
| ۱۳۴۰      | تله‌تئاتر «باد سام»        | بازیگر       | عباس جوانمرد            | نویسنده: «اگوست استریندبرگ» |
| ۱۳۳۹      | تله‌تئاتر «ویلای یوکا»     | بازیگر       | عباس جوانمرد            | نویسنده: «ایزابل شرایبر» |